# Fibre

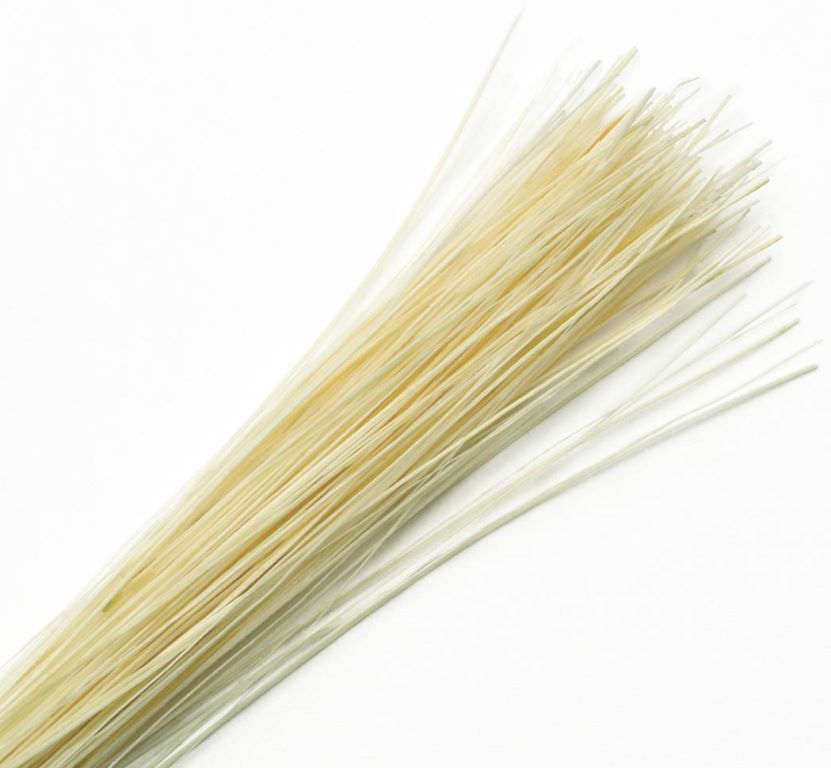
Fibre zur Verwendung als Besatzmaterial für Bürsten

Fibre (englisch für „Faser“) oder Mexikofibre, gelegentlich auch Fiber geschrieben, ist eine gelbe Naturfaser. Sie wird hauptsächlich aus den Blattrippen zweier Agavenarten gewonnen, die auf dem mexikanischen Hochplateau wachsen. Es handelt sich um die Agave lechuguilla oder Ixtle-Agave und um die Agave funkiana aus der Gegend von Jaumave (ixtle jaumave). Die Jaumave-Fasern sind etwas glatter, dünner und weicher als Lechuguilla-Fasern. Sie dürfen jedoch beide unter dem Namen Mexicofibre verkauft werden.
Ursprünglich wurden die Blätter von wildwachsenden Pflanzen gesammelt. Später, als eine stärkere Nachfrage nach Mexicofibre einsetzte, wurden auch Plantagen angelegt. Versuche scheiterten, die Fibre liefernden Agavenarten auch in anderen tropischen Hochländern anzubauen, etwa in Ostafrika oder auf Java. Die Pflanzen konnten dort keine für die Bürsten- oder Pinselherstellung geeigneten Fasern entwickeln, so dass Mexiko für Fibre ein natürliches Monopol hat. Vom dritten Lebensjahr an werden in den Plantagen die Blätter drei- oder viermal im Jahr geerntet. Die fertig zugerichtete Faser trägt die Handelsbezeichnung „Tampico-Fibre“, benannt nach der Hafenstadt Tampico.
Die Vorzüge von Fibre bestehen in außergewöhnlicher Widerstandsfähigkeit gegen Säure, Lauge und Hitze, ebenso hoher Elastizität und optimaler Wasserabsorbierung. Daher hat die Naturfaser Fibre in den Bereichen Scheuerbürsten, Schrubber, Badebürsten, Massagebürsten und Spülbürsten ihren hohen Stellenwert. Fibre kann Temperaturen über 200 °C aushalten. Für den Einsatz unter hoher Hitzebelastung z. B. im Straßenbau als Teerschrubber oder für Maschinenbürsten in heißer Umgebung gibt es keinen adäquaten Ersatz durch andere Fasern. Eine Mischung aus Mexikofibre und Bassine aus der Palmyrapalme wird als Unionfibre bezeichnet und häufig im Verhältnis 60:40, 50:50 oder 40:60 gehandelt.
Fibre wird heute teilweise durch synthetisch hergestelltes Fasern ersetzt. Naturfibre hat jedoch eine höhere Widerstandsfähigkeit und nimmt im Gegensatz zu Kunstfasern Wasser auf.